# Vurnikova delavska kolonija
Vurnikova delavska kolonija (tudi: Mestna delavska kolonija) je delavska kolonija v Mestni četrti Tabor v Mariboru, ki je bila zgrajena leta 1928.

## Zgodovina
Zaradi hude stanovanjske stiske konec dvajsetih let 20. stoletja v Mariboru se je župan Alojzij Juvan na začetku svojega prvega županskega mandata odločil zgraditi novo delavsko kolonijo v takratnem Magdalenskem predmestju (danes je to Mestna četrt Tabor) in sicer za delavce, ki so bili člani OUZD (Okrožni urad za zavarovanje delavcev). Aprila 1928 je Mestna občina Maribor odkupila potrebno zemljišče, junija 1928 pa je gradbena dela za gradnjo delavske kolonije oddala konzorciju mariborskih gradbenih podjetnikov. 

## Izgradnja
Po prvotnih načrtih arhitekta Ivana Vurnika naj bi kolonija obsegala 75 enodružinskih hiš. Zaradi velikega zanimanja za načrtovanih 75 hiš pa je občinski svet 21. junija 1928 sklenil, naj se število hiš v delavski koloniji podvoji. Rok za dokončanje prvih 75 hiš je bil postavljen na 1. november 1928, rok za dokončanje preostalih hiš (t. i. kolonija II) pa na 15. december 1928. Za potrebe dograditve t. i. kolonije II je mestna občina odkupila še nekaj zemljišča. Na koncu je bilo skupaj zgrajenih 147 hiš.
Teh 147 enodružinskih enonadstropnih vrstnih hiš Vurnikove delavske kolonije se danes nahaja v kareju med Fochevo, Delavsko in Koseskega ulico ter Betnavsko cesto. Te delavske hiše imajo sicer skromno, toda ekonomično stanovanjsko površino.   

## Urbanistična in arhitekturna zasnova
Z arhitekturnega oz. urbanističnega vidika je bila Vurnikova delavska kolonija izviren slovenski prispevek k takratnim novim evropskim arhitekturnim tokovom in se lahko brez sramu postavi ob bok podobnim takratnim gradbenim projektom drugod po svetu. Vurnikova delavska kolonija predstavlja primer uspešne socialne gradnje v Mariboru, takrat najmočnejšem središču slovenskega delavstva.  
Vrstne hišo so zasnovane v smislu enotnega videza, mimo hiš pa tečejo ulice, ki se pravokotno sekajo. V središču kolonije se nahaja park, ki je lociran v sklopu Schreinerjevega trga. V parku se nahajajo sprehajalne poti, klopi in otroška igrala.